# Kaloyanovo (obchtina)
Kaloyanovo (bulgare : Калояново) est une obchtina de l'oblast de Plovdiv en Bulgarie.